# Mackinawita
La mackinawita es un mineral de la clase de los minerales sulfuros. Fue descubierta en 1962 en la mina Mackinaw, en la localidad de Monte Cristo, estado de Washington (EE. UU.), siendo nombrada a partir del nombre de la mina.

## Características químicas
Es un sulfuro simple de hierro y níquel, ambos en cantidad relativa variable.
Además de los elementos de su fórmula, suele llevar como impurezas: cobalto, cobre o mayor cantidad de níquel.

## Formación y yacimientos
Se forma como un producto de la actividad hidrotermal en yacimientos de minerales, durante la serpentinización de rocas ultramáficas de tipo peridotita, así como también puede formarse en ambientes reductores en el fango del fondo del río, puede ser que por la acción de bacterias magnetotácticas y reductoras del sulfato.
Más raramente pero también ha sido encontrado en meteoritos de hierro y de condritas carbonáceas.
Suele encontrarse asociado a otros minerales como: calcopirita, cubanita, pentlandita, pirrotina, greigita, maucherita o troilita.

## Usos
Puede ser extraído mezclado con otros sulfuros como mena de hierro y níquel.